# Guillaume Dubot de Launay
Guillaume Dubot, seigneur de Launay, de La Fontaine et du Saz, fut juge-consul, procureur au siège Présidial de Nantes et maire de Nantes de 1595 à 1596. 

## Biographie
Il est le grand-père d'André du Bot.

## Municipalité
Sous-maire : 
- Louis Pechin

Échevins :
- Jullien Michel ;
- Macé, Sr de la Vallée ;
- Mocard, Sr de la Poterie ;
- Bernard Despinose ;
- François Caris.

Les sieurs Péchin et Michel, remplacés en septembre par les Sieurs :
- Christophe Levavasseur, Sr du Tertre ;
- Bonaventure Dérédye.

Les sieurs Macé et Mocard sont remplacés en juillet 1596 par :
- Pasquier Nycollon, Sr de Chasseloir ;
- Pierre Langlois.